# Aboma etheostoma
Az Aboma etheostoma a csontos halak (Osteichthyes) főosztályának sugarasúszójú halak (Actinopterygii) osztályába, ezen belül a sügéralakúak (Perciformes) rendjébe, a gébfélék (Gobiidae) családjába és a Gobiinae alcsaládjába tartozó faj.
Nemének egyetlen faja.

## Előfordulása
A Csendes-óceán keleti felének a középső részén fordul elő, Mexikó,  Costa Rica, Guatemala, Honduras, Nicaragua, Panama, Salvador és Kolumbia közelében.

## Megjelenése
Ez a gébfaj elérheti a 3,4 centiméteres hosszúságot.
|  |

## Életmódja
Trópusi, tengeri fenéklakó gébféle.